# Liudmila Rogozhina
Liudmila Nikolayevna Rogozhina (nacida el 27 de mayo de 1959 en Dnipró, Unión Soviética) es una exjugadora de baloncesto ucraniana. Consiguió 6 medallas en competiciones oficiales con la URSS.